# Lacconectus schoedli
Lacconectus schoedli är en skalbaggsart som beskrevs av Michel Brancucci 2002. Lacconectus schoedli ingår i släktet Lacconectus och familjen dykare. Inga underarter finns listade i Catalogue of Life.